# 八代ジャンクション
八代ジャンクション （やつしろジャンクション）は、熊本県八代市上方町にある九州自動車道と南九州西回り自動車道（八代日奈久道路）を結ぶジャンクションである。南九州西回り自動車道の起点となっている。

## 概要
南九州西回り自動車道から来た場合、九州自動車道は熊本方面のみ通行可能であり、南九州西回り自動車道から九州自動車道の人吉方面、人吉方面から南九州西回り自動車道に入ることができないハーフJCTとなっている。また、5000 m以上の長大トンネルである肥後トンネルおよび加久藤トンネルが危険物積載車両通行禁止の規制対象となっており、危険物積載車両は鹿児島・宮崎方面に向かう場合、通常時ここからえびのICまでの区間を通行することができない。
また、当JCT以南の九州自動車道の最高速度は全線80 km/hに規制されている。

## 接続する道路
- E3 九州自動車道（18-1番）
- E3A 南九州西回り自動車道（八代日奈久道路）（18-1番）

## 隣
E3 九州自動車道
(18)八代IC - (18-1)八代JCT - 坂本PA - 鮎帰BS - 小鶴BS - 山江SA - (19)人吉IC/TB（廃止）
E3A 南九州西回り自動車道（八代日奈久道路）
(18-1)八代JCT - (1)八代南IC